# Frugalware
Frugalware – to dystrybucja Linuksa, stworzona przez Miklósa Vajnę z Węgier, a rozwijana obecnie przez międzynarodowy zespół wolontariuszy.
Frugalware tworzony jest na podobnych założeniach, jak Slackware. Naczelną zasadą jest minimalna ingerencja w dystrybuowane pakiety, przy zachowaniu dbałości o wygodę użytkowania. Standardowym środowiskiem graficznym jest KDE, jednak w dystrybucji jest dostępnych także wiele innych systemów graficznych, m.in. GNOME, Xfce, czy Enlightenment; wszystkie, oprócz tego ostatniego, instalowane są bezpośrednio z nośnika DVD, wraz z różnymi odmianami Fluxboksa. Standardowym menedżerem pakietów we Frugalware jest zmodyfikowany Pacman, o nazwie Pacman-G2. Jest dostępny również graficzny menedżer pakietów, Gfpm.
Frugalware posiada dwie gałęzie: current (bieżąca) i stable (stabilna). Gałąź bieżąca jest odświeżana codziennie, a stabilna co ok. 6 miesięcy.

## Historia
Nazwy poszczególnych wersji Frugalware (oprócz Genesis) pochodzą od nazw planet w powieściach Isaaca Asimova.
| Wersja         | Data wydania         |
| -------------- | -------------------- |
| 0.1 (Genesis)  | 2 listopada 2004     |
| 0.2 (Aurora)   | 28 kwietnia 2005     |
| 0.3 (Trantor)  | 13 października 2005 |
| 0.4 (Wanda)    | 30 marca 2006        |
| 0.5 (Siwenna)  | 14 września 2006     |
| 0.6 (Terminus) | 22 marca 2007        |
| 0.7 (Sayshell) | 13 października 2007 |
| 0.8 (Kalgan)   | 11 marca 2008        |
| 0.9 (Solaria)  | 9 września 2008      |
| 1.0 (Anacreon) | 22 marca 2009        |
| 1.1 (Getorin)  | 7 września 2009      |
| 1.2 (Locris)   | 8 marca 2010         |
| 1.3 (Haven)    | 22 sierpnia 2010     |
| 1.4 (Nexon)    | 13 lutego 2011       |
| 1.5 (Mores)    | 15 sierpnia 2011     |
| 1.6 (Fermus)   | 13 lutego 2012       |
| 1.7 (Gaia)     | 19 sierpnia, 2012    |
| 1.8 (Cinna)    | 6 lutego, 2013       |
| 1.9 (Arcturus) | 5 listopada, 2013    |
| 2.0 (Rigel)    | 16 lutego, 2015      |